# ربیار

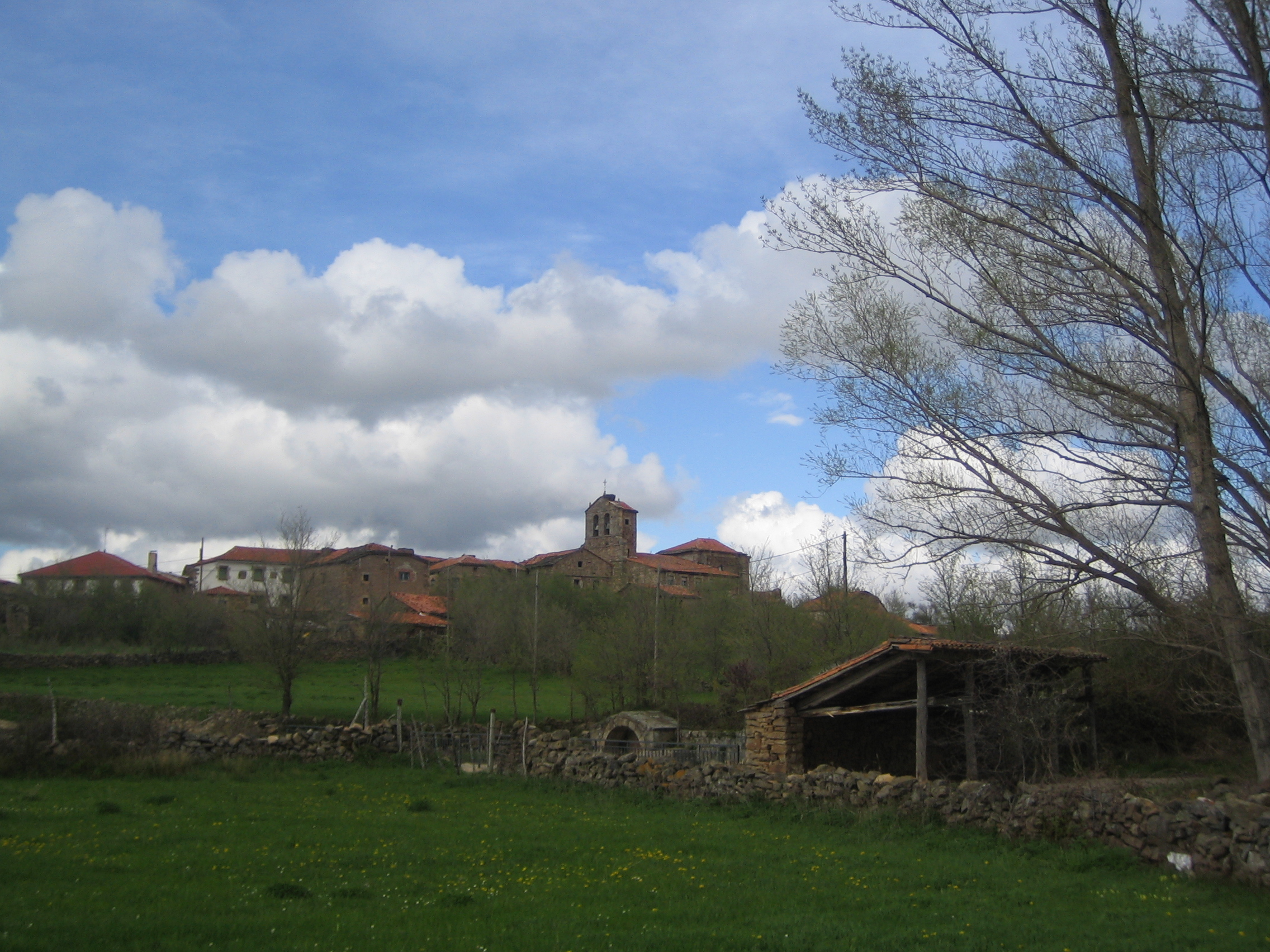
نمایی از شهر ربیار در استان سریا، اسپانیا - ۲۰۰۶

ربیار (به اسپانیایی: Rebollar) یک شهر واقع در استان سریا، کاستیا و لئون، اسپانیا است.